# 科斯塔梅薩
科斯塔梅薩（英語：Costa Mesa, California）是美國加利福尼亞州橙縣的一個城市。面積40.6平方公里，2006年人口109,809人。
1889年開埠，原名Harper。1920年5月11日改名（鎮名是西班牙語，意思是「呈台地狀的海岸」）。1953年建市。

## 教育
該市有四所高等教育機構，分別是橘郡海岸学院、南加利福尼亞先鋒大學、國立大學的一個校區和惠蒂爾學院所屬的惠蒂爾法學院。
當地有兩所高中，即科斯塔梅薩高中（Costa Mesa High School）和大牧場高中（Estancia High School）。此外有兩所公立中學，和兩所使用一個校區的非傳統高中。

## 外部連結
- 官方网站
- City of Costa Mesa Chamber of Commerce （页面存档备份，存于）
- City of Costa Mesa official Conference & Visitor Bureau （页面存档备份，存于）